# Claudia Zaczkiewicz
Claudia Hildegard Reidick-Zaczkiewicz, nemška atletinja, * 4. julij 1962, Oberhausen, Zahodna Nemčija.
Nastopila je na poletnih olimpijskih igrah leta 1988 ter osvojila bronasto medaljo v teku na 100 m z ovirami.